# 兵庫県道479号福井八幡線
兵庫県道479号福井八幡線（ひょうごけんどう479ごう ふくいはちまんせん）は、兵庫県南あわじ市を通る、かつて存在した一般県道である。

## 概要
南あわじ市賀集福井から南あわじ市賀集八幡に至る。2008年（平成20年）5月2日に廃止された。

### 路線データ
- 起点：南あわじ市賀集福井（兵庫県道76号洲本灘賀集線交点[注釈 1]）
- 終点：南あわじ市賀集八幡（国道28号交点）
- 総延長：1.751 km

## 歴史
- 2008年（平成20年）5月2日 - 兵庫県告示第489号により、路線廃止[2]。

## 路線状況

### 重複区間
- 兵庫県道76号洲本灘賀集線（南あわじ市賀集）

## 地理

### 通過していた自治体
- 南あわじ市

### 交差していた道路
| 交差していた道路                                     | 交差していた場所 | 交差していた場所 |
| ---------------------------------------------------- | ---------------- | ---------------- |
| 兵庫県道76号洲本灘賀集線 / 旧道                      | 賀集福井         | 起点             |
| 兵庫県道76号洲本灘賀集線 / 阿万バイパス 重複区間起点 | 賀集             |                  |
| 兵庫県道76号洲本灘賀集線 / 阿万バイパス 重複区間終点 | 賀集             |                  |
| 国道28号                                             | 賀集八幡         | 終点             |

### 沿線
- 南あわじ警察署 福井駐在所